# Iguaçu nationalpark
Iguaçu nationalpark ligger i delstaten Paraná i sydvästra Brasilien. Parken gränsar i söder till Iguaçúfloden. Alldeles söder om floden, på den argentinska sidan, ligger Iguazú nationalpark. 
Nationalparken grundades 1939 och omfattar idag 1 700 km². 1986 blev Iguaçu nationalpark klassad som ett världsarv. 
I omgivningarna runt Parque Nacional do Iguaçu växer i huvudsak städsegrön lövskog.